# 中华人民共和国商业部
中华人民共和国商业部，是中华人民共和国国务院已撤销的组成部门；主要负责管理和协调社会商业，撤销前位于北京市复兴门内大街45号。

## 历史
1948年9月26日成立了华北人民政府，设立了华北人民政府工商部。1949年10月31日，华北人民政府撤销。1949年11月2日，在华北人民政府工商部及中央商业处的基础上成立了中央人民政府贸易部，简称中央贸易部。
1952年8月7日中央人民政府委员会第十七次会议上通过《关于调整中央人民政府机构的决议》，决定“成立中央人民政府对外贸易部、商业部，该两部成立之后撤销贸易部”；会议还决定任命曾山为中央商业部部长。1952年10月，曾山调离华东，到任政务院财经委员会副主任兼中央商业部部长兼全国工商联党组书记，组织实施对资本主义工商业的社会主义改造。1953年12月商业部《关于本部各公司系统部分商品经营重新分工的决定》，五金交电化工品行业经营的商品主要分为五金机械、交通电工器材、家用电器、化工原料四大类商品，传统上简称“五交化”。
1954年9月第一届国务院设立中华人民共和国商业部，承担原中央人民政府商业部的工作。1955年7月30日第一届全国人大第二次会议决定设立中华人民共和国农产品采购部，负责除粮食、油料、生猪以外的主要农产品的采购；9月该部正式成立，接收了商业部主管的棉花、麻类、烟叶和对外贸易部主管的畜产、茶叶业务。1955年11月，中央提出了实行全行业公私合营的规划。国家商业部负责领导对城市私营商业全面改造。1956年9月，曾山在中共八大上作了题为《改进日用工业品的生产和分配工作》的发言。1956年11月，中共八届二中全会，由中央副主席兼副总理陈云兼任国家商业部部长。1956年12月，陈云在商业部扩大的党组会议上指出：“我们是从事社会主义商业工作的，不能没有。商业工作，包括卖鸡、卖蛋，都有其政治意义。商业工作的好坏，直接关系到六万万人民群众的切身利益，关系到广大的城乡人民对我们是否满意。”后被归结为“一个方针、两个服务、三大观点”，在中国财贸工作贯彻实行了20余年：
- “发展经济，保障供给”的方针
- “为生产服务，为人民生活服务”
- 政治观点、群众观点和生产观点

1956年5月12日，第一届全国人大常委会第四十次会议决定，为了加强城市以及新兴工矿区的副食品供应和城市房产管理，设立中华人民共和国城市服务部，商业部主管的食品、糖、烟、酒、蔬菜和饮食业、服务性行业（旅馆、理发、澡堂、洗染、照相等）划交城市服务部。1957年8月12日，商业部发出《关于从一九五八年一月一日起将商业部所属各专业总公司改组为专业贸易局的通知》([57]组组字第153号)，根据国务院《关于改进商业管理体制的规定》，商业部所属10个专业总公司自1958年1月1日起改组为专业贸易局，下属机构全部下放地方。1958年2月26日，中华人民共和国城市服务部与全国供销合作总社合并成立中华人民共和国第二商业部，商业部改名为中华人民共和国第一商业部。1958年9月，为适应商业管理体制的下放和更好地统一管理商业工作，第一届全国人大常委会第一百零二次会议决定，将第一商业部和第二商业部合并为中华人民共和国商业部。
1962年5月5日，国务院发出《关于商业部系统恢复和建立各级专业公司的决定》，据此1962年5月30日商业部发出《关于本部成立各专业总公司的通知》([62]商组字第736号)。到1965年，商业部恢复设立中国五金机械公司、中国交通电工器材公司（简称中国交电公司）、中国化工原料公司、中国煤业建筑器材公司(简称中国煤建公司)、中国石油公司、中国医药公司、中国药材公司6个商业部管理的一类专业总公司；中国纺织品公司、中国百货公司、中国糖业烟酒公司、中国食品公司四个部省合管的二类专业总公司；各省商业厅设立三类专业公司如民族贸易、蔬菜、饮食业、服务业、劳动保护用品、商业仓储运输等。
1962年7月1日起，全国供销合作总社同商业部分开办公。1967年10月4日，国务院、中央军委向商业部派驻军事代表，军代表组长范子瑜。1969年9月15日，商业部、粮食部、全国供销合作总社、中央工商行政管理局合署办公。1970年6月上述四个单位合并建立新的商业部革命委员会，设15个组。1972年5月，各业务组改称局。1975年，全国供销合作总社从商业部分出；商业部设燃料、医药、粮食、工商管理在内的19个局级单位。1978年7月，商业部医药局分出，成立国家医药管理总局。1978年9月，商业部工商管理局分出，成立中华人民共和国国家工商行政管理总局。
1982年3月8日，第五届全国人大常委会第二十二次会议决定将商业部、全国供销合作总社和粮食部合并，设立新的商业部。商业部设置行政机构16个，专业公司16个。中华全国供销合作总社仍然对内外开展活动。为政企职责分开、简政放权，商业部于1984年12月19日发出《关于撤销商业部各专业局的公司名称等问题的通知》。1984年12月29日中国石油化工总公司与商业部联合印发通知，宣布自1985年1月1日起，国内石油产品经营业务由中国石化总公司统一管理，原商业部石油局(中国石油公司)及其直属单位成建制划归组建为中国石油化工总公司销售公司。
1993年3月，第八届全国人大第一次会议批准撤销商业部、物资部，组建国内贸易部。2001年2月国家国内贸易局撤销，2001年4月重新组建“中国商业联合会”由国家经贸委直接管理，接受委托代管中国百货商业协会、中国纺织品商业协会、中国连锁经营协会等40余家行业协会及管理中国商报社、中国商业出版社、中华全国商业信息中心等事业单位。

## 机构设置
1988年10月15日国家机构编制委员会印发《商业部“三定”方案》（国机编〔1988〕30号）：
- 办公厅（办公室、值班室、综合处、新闻处、信息处、机要处、秘书处、信访处、档案处、保卫处、保密办公室）
- 政策法规司（办公室、综合处、政研一处、政研二处、条法处、法律宣传处、法律咨询处）
- 规划调节司（办公室、计划处、市场处、统计处、进出口处、物资处、民族贸易处、友谊处、特需处）
- 社会商业管理司（办公室、企业管理处、集体商业管理处、行业管理处、基层政治工作处、劳动管理处、工资福利处、综合处）
- 商办工业管理司（办公室、综合处、机械处、商业工业处、粮油工业处、供销工业处、饲料工业处）
- 供销合作管理司（办公室、组织处、业务处、货栈处、企业管理处、国际联络处、综合处）
- 基建储运管理司（办公室、综合计划处、商业基建处、粮食基建处、供销基建处、仓储处、运输处、包装科技处、安全办公室）
- 饮食服务业管理司（办公室、企业指导处、培训处、行业管理处、农村处）
- 粮油综合司（办公室、计划处、统计处、价格处、综合处）
- 粮油管理司（办公室、综合处、市镇供应处、征购处、票店处、农村销售处）
- 粮油储运局（办公室、综合处、军粮供应处、检验处、运输管理处、调拨处、仓储处）
- 棉麻管理局（办公室、综合处、收购处、麻处、检验处、供应处、加工处）
- 副食品管理局（办公室、综合处、糖业处、肉食蛋品处、蔬菜处、卫生检疫处、生化制药处、冷藏加工处、酒类调味品处）
- 土特产品管理司（办公室、综合处、茶叶处、杂品处、畜产处、土产处、干菜处、果品处）
- 日用工业品管理司（办公室、综合处、百货处、文化处、服装劳保处、针织纺织品处）
- 财会物价司（办公室、商业财务处、粮食财务处、供销财务处、会计处、物价综合处、财务综合处、工业品价格处、农产品价格处、直属企事业处、财务物价检查办公室）
- 科技质量司（办公室、综合处、计划处、技术处、质量管理处、标准处）
- 国际合作司（办公室、综合处、国际处、地区一处、地区二处、地区三处）
- 教育司（办公室、综合规划处、成人教育处、职业技术教育处、对外交流处、高教处、院校管理处）
- 人事司（办公室、综合处、录用调配处、考核培训处、企事业干部管理处、工资福利奖惩处、职位职称处、计划生育办公室）
- 行政司（办公室）
- 商业部直属专业公司[4]
  - 中国五金交电化工公司
  - 中国肉类蛋品公司
  - 中国糖业公司
  - 中国百货纺织品公司
  - 中国友谊服务公司
  - 中国商业对外贸易公司
  - 中国商业投资开发公司
  - 中国粮食贸易公司
  - 中国植物油公司
  - 中国饲料公司

## 历任部长
1. 曾山（1952.08.7-1956.11.16）
2. 陳雲（1956.11.16-1958.02.11）
3. 程子華（1958.09.11-1960.02.18）
4. 姚依林（1960.02.18-1967.10.4）
5. 范子瑜（1967.10.4--1970.06.22）总后勤部第二物资计划部（国防科委后勤部）部长，1955年少将，驻商业部军代表）；1970.06.22-1975.01.17 商业部革委会主任； 1975.01.17-1977.12.23 部长
6. 王磊（1978.3.5-1978.08.18）
7. 姚依林（1978.08.18-1978.10）
8. 金明（1978.10-1979.02.23）
9. 王磊（1979.02.23-1982.3.8）
10. 劉毅（1982.3.8-1988.04）
11. 胡平（1988.04-1993.03）

## 历任副部长
- 姚依林（1952.08.7-1958.02.11； 1958.09.11-1960.02）
- 沙千里（1952.08.7-1954.09）
- 王兴让（1952.08.7-1957.03.26）
- 王磊（1953.01.14-1958.02.11； 1959.08.25-1966.05）
- 吴雪之（1953.01.14-1958.02.11； 1959.08.25-1966.05）
- 曾传六（1954.11.01-1958.02.11；1958.09.11-1963.11）
- 刘卓甫（1954.11.01-1955.09.16）
- 张雨帆（1954.11.01-1957.06）
- 李维新（1956.03.9-1958.02.11）
- 阎顾行（1959. 08.25-1962.04）
- 李哲人（1959. 08.25-1961.04）
- 张永励（1959. 08.25-1966.05；1971.8-1982.03）
- 胡子婴（1959. 08.25-1966.05）
- 梁耀（1960.08.15-1962.04）
- 郭献瑞（1960.08.15-1961.07）
- 王文波（1960.08.15-1964.10）
- 邓辰西（1961.04.22-1964.12）
- 喻杰（1962.06.1-1963.11）
- 牛荫冠（1962.10.20-1966.05）
- 王化民（1964.04.25-1966.05； 1975.10.5-1977.11）
- 任泉生（1964.04.25-1966.05； 1973.10.18-1982.03）
- 高修（1964.04.25-1966.05；1970.06.22-1975.01.17  1976.10-1982.03）
- 刘忍（1970.06.22-1975.01.17）（商业部革命委员会副主任）
- 郭世荣（1970.06.22-1975.01.17）（商业部革命委员会副主任）
- 樊省轩（1970.06.22-1975.01.17）（商业部革命委员会副主任）
- 柳垣（1970.06.22-1975.01.17）（商业部革命委员会副主任）
- 赵发生（1970.06.22-1975.01.17）（商业部革命委员会副主任）1976.10-1979.04
- 安法乾（1975.10.5-1979.04）
- 宋克仁（1977.06.18-1983.12）
- 刘毅（1977.06.18-1982.03）
- 姜习（1978.07.16-1979.04； 1982.03.8-1988.01）
- 郭今吾（1978.07.16-1982.03）
- 金明（1978.08.8-1978.12）
- 冯骥（1979.01.17-1982.03）
- 孙正（1979.01.31-1982.03）
- 段士奇（1980.05.17-1981.02）
- 黄凉尘（1980.07.1-1982.03）
- 罗东明（1981.06.10-1982.03）
- 曹文斌（1981.06.10-1982.03）
- 潘遥（1982.03.8-1990.11）
- 季铭（1982.03.8-1988.01）
- 何济海（1985.01.30-1993.03）
- 张世尧（1988.01-1993.03）
- 傅立民（1988.01-1993.03）
- 白美清（1990.07-1993.03）
- 马李胜（1992.10-1993.03）